# Piaggio P.108
Пьяджо P.108 (итал. Piaggio P.108) — итальянский четырёхмоторный тяжёлый бомбардировщик. Разработан конструкторами фирмы «Пьяджо», под руководством Джованни Казираги.
Использовался итальянскими ВВС во время Второй мировой войны.

## Конструкция
Цельнометаллический моноплан с убирающимися шасси с хвостовым колесом.
Четыре радиальных двигателя фирмы Piaggio.

## История
Разработка собственного дальнего тяжёлого бомбардировщика началась в Италии в середине 30-х годов, когда согласно «программе R», к 1940 году в Реджио Аеронаутика (ВВС Италии) должна была состояться поставка 3000 современных самолётов различного типа, в том числе и дальних бомбардировщиков.
За это дело взялась компания Пьяджо, ныне известная своими мотороллерами и микрогрузовиками, а тогда серьёзный итальянский авиационный производитель. Опытные образцы бомбардировщика под обозначением P.50 были готовы в 1936—1937 годах. Однако эта модель не была принята на вооружение из-за технических недоработок, вследствие этого планировалась купить и освоить лицензионное производство американских бомбардировщиков Боинг B-17 «Летающая крепость», однако, стоимость проекта была чрезвычайно высокой для Италии, поэтому было принято решение вернуться к отечественной разработке.
Второй доработанный вариант, под обозначением P.108, был построен в 1939 году.
Первый полёт самолёт совершил 24 ноября 1939 года, принят на вооружение в июле 1941 г.
Серийное производство бомбардировщиков началось в сентябре 1940 года на заводе в Понтедере, и продолжалось до сентября 1943 года.
В боевых операциях самолёт начал использоваться с июня 1942 года. На Средиземноморском театре военных действий P.108B использовался как дальний ночной бомбардировщик и морской разведчик.
У самолёта было четыре модификации различного назначения:
- P.108B — самая массовая (построено 24 самолёта), бомбардировочная, модификация.
- P.108A — противокорабельный самолёт, оснащенный 102-мм орудием в нижней носовой части фюзеляжа. Был построен только один такой самолёт, хотя после успешных испытаний планировалась постройка ещё нескольких единиц.
- P.108C — пассажирский авиалайнер, имел увеличенный размах крыла и салон на 32 человека. Впоследствии авиалайнеры были переделаны в военно-транспортные самолёты с пассажировместимостью 60 человек.
- P.108T — военно-транспортная модификация, использовалась люфтваффе во время эвакуации из Крыма в 1944 году.

## Тактико-технические характеристики

Схема самолёта.

Приведённые ниже характеристики соответствуют модификации P.108B:

### Технические характеристики
- Экипаж: 7 человек
- Длина: 22,92 м
- Размах крыла: 32,0 м
- Высота: 5,20 м
- Площадь крыла: 135,34 м²
- Масса пустого: 17 320 кг
- Максимальная взлетная масса: 29 500 кг
- Двигатели: 4 × радиальных Piaggio P.XII RC.35
- Мощность: 4 × 1500 л. с. (1120 кВт)

### Лётные характеристики
- Максимальная скорость: 430 км/ч
- Крейсерская скорость: 376 км/ч
- Практическая дальность: 3520 км
- Практический потолок: 8500 м

### Вооружение
- Пулемётное:
  - 5 × 12,7-мм пулемётов Breda-SAFAT
  - 2 × 7,7-мм пулемёта Breda-SAFAT
- Бомбовая нагрузка:3500 кг бомб

## Сравнение с другими аналогичными самолётами
| Название                      | Пе-8                                                     | Boeing B-17 Flying Fortress    | Piaggio P.108                                           | Handley Page Halifax                         | Vickers Wellington            | Short Stirling                | Focke-Wulf Fw 200 Condor                            |
| ----------------------------- | -------------------------------------------------------- | ------------------------------ | ------------------------------------------------------- | -------------------------------------------- | ----------------------------- | ----------------------------- | --------------------------------------------------- |
| Фото                          |                                                          |                                |                                                         |                                              |                               |                               |                                                     |
| Страна                        | Союз Советских Социалистических Республик                | Соединённые Штаты Америки      | Италия                                                  | Великобритания                               | Великобритания                | Великобритания                | Нацистская Германия                                 |
| Производитель                 | КАПО                                                     | Boeing Vega Douglas            | Piaggio                                                 | Handley Page                                 | Vickers-Armstrongs            | Short Brothers                | Focke-Wulf Flugzeugbau GmbH                         |
| Длина                         | 23,59 м                                                  | 22,66 м                        | 22,92 м                                                 | 21,86 м                                      | 19,68 м                       | 26,6 м                        | 23,46 м                                             |
| Размах крыла                  | 39,13 м                                                  | 31,62 м                        | 32,0 м                                                  | 30,18 м (31,75 м)                            | 26,26 м                       | 30,2 м                        | 32,84 м                                             |
| Площадь крыла                 | 188,6 м²                                                 | 131,92 м²                      | 135,34 м²                                               | 116,13 м² (118,45 мм²)                       | 78,04 м²                      | 135,64 м²                     | 118 м²                                              |
| Масса пустого                 | 19 986 кг                                                | 16 391 кг                      | 17 320 кг                                               | 17 345 кг                                    | 8 417 кг                      |                               | 12 960 кг                                           |
| Боевая нагрузка               | 5000 кг                                                  | 2300 кг                        | 3500 кг                                                 | 5897 кг                                      | 2041 кг                       | 6350 кг                       | 2100кг                                              |
| Максимальная взлётная масса   | 35 000 кг                                                | 29 710 кг                      | 29 500 кг                                               | 29 710 кг                                    | 12 927 кг                     | 31 751 кг                     | 22 720 кг                                           |
| Двигатель                     | 4 × V-12 АМ-35А                                          | 4 × Wright R-1820-97 «Cyclone» | 4 x Piaggio P.XII RC.35                                 | 4 × Bristol Hercules XVI                     | 2 × Bristol Pegasus Mk. XVIII | 4 × Bristol Hercules XI       | 4 × Брамо-323К-2 Фафнир                             |
| Максимальная тяга             | 4 × 1350 л. с. (4 × 1000 кВт)                            | 4 × 1200 л. с.                 | 4 x 1500 л. с. (4 х 1120 кВт)                           | 4 × 1615 л. с. (4 × 1205 кВт)                | 2 × 1050 л. с. (2 × 783 кВт)  | 4 × 1590 л. с. (4 × 1186 кВт) | 4 × 1200 л. с.                                      |
| Максимальная скорость         | 443 км/ч                                                 | 516 км/ч                       | 413 км/ч                                                | 454 км/ч                                     | 378 км/ч                      | 418 км/ч                      | 360 км/ч                                            |
| Крейсерская скорость          | 400 км/ч                                                 | 400 км/ч                       | 376 км/ч                                                | 346 км/ч                                     |                               | 346 км/ч                      | 332 км/ч                                            |
| Боевой радиус                 | 3600 км                                                  | 3219 км                        | 3520 км                                                 | 1658 км                                      | 2905 км                       | 1191 км                       | 3536 км                                             |
| Практический потолок          | 9 300 м                                                  | 10 850 м                       | 8 500 м                                                 | 7 315 м                                      | 5 486 м                       | 5 030 м                       | 5 800 м                                             |
| Скороподъёмность              | 5,9 м/с                                                  | 4,6 м/с                        | н/д                                                     | 4,88 м/с                                     | 5,34 м/с                      | 1,82 м/с                      | н/д                                                 |
| Тяговооружённость             | 140 Вт/кг                                                | 150 Вт/кг                      | н/д                                                     | 195 Вт/кг                                    | 130 Вт/кг                     | 176 Вт/кг                     | н/д                                                 |
| Стрелково-пушечное вооружение | 2× 20 мм пушки; 2× 12,7 мм пулемёты; 2× 7,62 мм пулемёта | 12× 12,7 мм                    | 5 x 12,7 мм пулемёт Breda-SAFAT; 2 × 7,7 мм Breda-SAFAT | 1 × 7,7 мм пулемёт; 2 × 4 × 7,7 мм пулемётов | 6-8 пулеметов                 | 8 × 7,7 мм пулемётов          | 2×7,92-мм пулемёта; 3×13 мм пулемета; 1×20 мм пушка |

## Интересные факты
- 7 августа 1941 года в катастрофе на серийном P.108 разбился Бруно Муссолини, второй сын фашистского диктатора Бенито Муссолини, для которого это была тяжелейшая утрата.
- Противокорабельную модификацию P.108A с 102-мм орудием можно считать одним из первых прототипов современных американских ударных самолётов — Lockheed AC-130 Spectre.
- Самолёт одним из первых обладал дистанционно-управляемыми пулемётными турелями.

## Эксплуатировались
- Нацистская Германия
- Италия